# Jeremy Ray Valdez
Jeremy Ray Valdez (Santa Fe (New Mexico), 10 juli 1980) is een Amerikaans acteur.

## Biografie
Valdez werd geboren in Santa Fe (New Mexico) in een gezin van vier kinderen. Na zijn schooltijd in Arizona verhuisde hij naar Los Angeles voor zijn acteercarrière, hij begon als acteur in tv-commercials voor onder andere Coca-Cola, McDonald's, Six Flags en Toys "R" Us.
Valdez begon in 2000 met acteren voor televisie in de film Land of 1,000 Dances, waarna hij nog meerdere rollen speelde in films en televisieseries.
Valdez is in 2009 getrouwd. Hij speelt ook gitaar in de countryrockband Austin Hanks.

## Filmografie

### Films
Uitgezonderd korte films.
- 2022 All the Men in My Life - als Carlos
- 2022 Last Chance Charlene - als Raul
- 2019 12 Pups of Christmas - als Wally
- 2016 H.O.M.E. - als Danny
- 2014 The Fluffy Movie: Unity Through Laughter - als Jesus Igelesias
- 2014 Bad Ass 2: Bad Asses – als Manny Parkes
- 2013 Blaze You Out – als Adan
- 2013 Dreamer – als Joe
- 2013 Line of Duty – als Bobby
- 2012 The Obama Effect – als Hector Santiago jr.
- 2012 Fortress – als Tom
- 2011 Benavides Born – als Raynaldo
- 2010 All Signs of Death – als Jaime Abarca
- 2009 Le mission – als Jes Rivera
- 2006 Walkout – als Robert Avila
- 2005 Constantine – als slijterijmedewerker Nico
- 2003 Truth and Dare – als jongeman
- 2002 Home of the Brave – als Artimeo Garcia
- 2000 Land of 1,000 Dances – als Frankie Cannibal

### Televisieseries
Uitgezonderd eenmalige gastrollen.
- 2018-2022 The Bold and the Beautiful - als rechercheur Alex Sanchez - 36 afl.
- 2022 The Garcias - als Conner Rascon - 2 afl.
- 2008 The Rookie: Day 3 Extraction – als Jason – miniserie
- 2007 The Rookie: CTU – als Jason – 12 af.
- 2006 Veronica Mars – als Marcos Oliveres – 2 afl.
- 2005 ER – als Roberto Rosales – 2 afl.
- 2004 Drake & Josh – als Paul – 4 afl.
- 2003 That's So Raven – als Ricky – 2 afl.
- 2002 American Family – als Young Eduardo – 2 afl.

- Library of Congress Control Number: nr2005028005
- Virtual International Authority File: 315534501
- WorldCat: E39PBJgxwJbrv6JpVpCqQXwjYP